# Diadelia subrotundipennis
Diadelia subrotundipennis là một loài bọ cánh cứng trong họ Cerambycidae.